# Limnephilus alienus
Limnephilus alienus is een schietmot uit de familie Limnephilidae. De soort komt voor in het Palearctisch gebied.